# Castelo de Coxape
O Castelo de Coxape (em turco: Hoşap kalesi; em curdo: Kela Xoşebê; em armênio: Խոշաբ բերդ; romaniz.: Xošab Berd) é um grande castelo do século XVII localizado no bairro de Coxabe, no distrito de Gurpenar, na província de Vã, na Turquia.

## História
O castelo foi construído sobre as fundações de uma fortaleza armênia medieval, precedida por uma fortaleza urartiana, com os trechos e torres orientais preservando o leiaute da estrutura armênia original. A estrutura armênia tinha apenas duas paredes, uma localizada perto da torre de menagem e uma nas atuais paredes intermediárias. A maior parte da alvenaria sobrevivente, incluindo a torre de entrada e as paredes externas, foi construída ou reconstruída em 1649 por Sare Suleimão Bei, chefe da tribo curda dos mamuditas. os mamuditas que ocupavam a fortaleza eram originalmente de origem iazidi e migraram à região vindos da Jazira. Coxape significa "água doce" em persa. A fortaleza recebeu seu nome do rio de mesmo nome. Foi mencionada pelo cronista árabe do século XIII Iacute de Hama pelo nome Cavexabe na província de Axevatsiats de Vaspuracânia.
No norte da antiga cidade, o castelo começa num ponto além da linha do penhasco, perto da estrada de Vã e se estende ao longo de uma crista natural ao leste. Do penhasco ao sul do castelo, a muralha cruza a sela baixa para o nordeste. As duas muralhas se encontram no cume da próxima colina, a fim de manter o controle de todas as terras que comandam a cidade. Além do cume desta colina, estende-se uma extensão aparentemente vazia de colinas baixas e espalhadas. Até a década de 1850, a cidade-fortaleza de Coxabe tinha cerca de 1 500 famílias, incluindo mil armênios. Os armênios de Coxabe estavam envolvidos na agricultura, artesanato e comércio e tinham duas igrejas dentro da fortaleza que foram destruídas após sua expulsão, enquanto os curdos estavam principalmente envolvidos na criação de animais. Até 1847, beis curdos semi-independentes também residiam lá, mas no mesmo ano o governo otomano, ocupando a fortaleza, aboliu seu governo.